# Jianba (köpinghuvudort i Kina, Guizhou Sheng, lat 28,08, long 107,04)
Jianba (kinesiska: 枧坝, 枧坝镇) är en köpinghuvudort i Kina. Den ligger i provinsen Guizhou, i den sydvästra delen av landet, omkring 160 kilometer norr om provinshuvudstaden Guiyang. Antalet invånare är 18 162. Befolkningen består av 8 493 kvinnor och 9 669 män. Barn under 15 år utgör 24,0 %, vuxna 15-64 år 63 %, och äldre över 65 år 11,0 %.